# Zoltán Friedmanszky
Zoltán Friedmanszky (* 22. Oktober 1934 in Ormosbánya; † 31. März 2022) war ein ungarischer Fußballspieler und späterer -trainer.

## Werdegang
Der Stürmer Friedmanszky begann seine fußballerische Laufbahn zwischen 1945 und 1953 bei Ormosbányai Bányász, Tatai Postás und Kiskunfélegyházi Vasas. Bei Kiskunfélegyházi wurde er sogar für die Zweitligamannschaft berufen. 1953 erhielt er seinen ersten Profivertrag beim TF Haladás. 1957 wechselte er zu Ferencváros Budapest und bestritt dort bis 1965 insgesamt 91 Ligaspiele, in denen er 36 Tore schoss. In der Saison 1957/58 wurde er mit 16 Toren ungarischer Torschützenkönig. 1962/63 und 1964 gewann er mit dem Verein zweimal die Ungarische Meisterschaft.
Friedmanszky nahm mit der ungarischen Nationalmannschaft an der Weltmeisterschaft 1958 teil, konnte aber wegen einer Verletzung nicht spielen. So blieben für Friedmanszky zwischen 1957 und 1959 nur vier Spiele der ungarischen B-Auswahl, in denen er ein Tor erzielte.
Von 1965 bis 1971 betreute Friedmanszky, der bereit 1957 an der Sporthochschule einen Abschluss als Sportlehrer erwarb, als Trainer die Jugend von Ferencváros. Im Anschluss wechselte er für vier Jahre als Trainer zum kubanischen Verein FC Matanzas. 1977 ging er zurück nach Ungarn und betreute dort den Szolnoki MÁV FC. Von 1978 bis 1980 ging er noch einmal zurück zu Ferencváros Budapest.

## Erfolge
- Ungarischer Meister (2): 1962/63, 1964
- Ungarns Torschützenkönig (1): 1957/58 – 16 Tore